# 国鉄タキ10300形貨車
国鉄タキ10300形貨車（こくてつタキ10300がたかしゃ）は、かつて日本国有鉄道（国鉄）及び1987年（昭和62年）4月の国鉄分割民営化後は日本貨物鉄道（JR貨物）に在籍した私有貨車（タンク車）である。
本形式と同じ専用種別であるタキ2050形、タキ20350形についても本項目で解説する。

## タキ10300形
1968年（昭和43年）2月29日に、タキ6900形より3両（タキ6904、タキ6908、タキ6912）の専用種別変更（アクリルニトリル→ブチルアルデヒド）が三菱重工業にて行われ形式名は新形式であるタキ10300形とされた。
本形式の他にブチルアルデヒドを専用種別とする形式にはタキ2050形（後述）、タキ20350形（後述）の2形式が存在した。
落成時の所有者は、化成水島でその常備駅は、水島臨海鉄道港東線の東水島駅であった。1971年（昭和46年）7月19日に常備駅はそのままで三菱化成工業（その後三菱化成へ社名変更）に名義変更された。
1979年（昭和54年）10月より化成品分類番号「燃31」（燃焼性の物質、引火性液体、危険性度合2（中））が標記された。
タンク体は、一般構造用圧延鋼材（SS41、現在のSS400）製であり、荷役方式は積込口からの上入れ・空気加圧を使用した液出管による上出し式である。
塗装は黒、全長は13,200mm、全幅は2,500mm、全高は3,880mm、台車中心間距離は9,100mm、実容積は37.2m3、自重は19.7t、換算両数は積車5.0、空車2.0である。台車はベッテンドルフ式のTR41Cであった。
1987年（昭和62年）4月の国鉄分割民営化時には全車の車籍がJR貨物に継承されたが、1995年（平成7年）9月に全車が一斉に廃車となり同時に形式消滅となった。

## タキ2050形
1981年（昭和56年）5月7日に、タキ1500形より3両（タキ31594 - タキ31596）の専用種別変更（石油類→ブチルアルデヒド）が富士重工業にて行われ形式名は新形式であるタキ2050形とされた。
改造内容はタンク体及び付属装置をステンレス鋼にて新製し取り換えを行った。
所有者は、種車時代より一貫して日本石油輸送であり、その常備駅は名古屋臨海鉄道南港線の名古屋南港駅であった。
化成品分類番号は「燃31」（燃焼性の物質、引火性液体、危険性度合2（中））が標記された。
1993年（平成5年）9月に再度専用種別変更が行われ、アセトアルデヒドシアンヒトリン専用となった。これに伴う形式変更は発生しなかったが化成品分類番号が「毒62」（毒性の物質、毒性物質、危険性度合1（大））に改められた。
塗装は銀色（ステンレス鋼地色）、実容積は25.0m3、自重は15.0t、換算両数は積車4.0、空車1.6、台車はベッテンドルフ式のTR41Cであった。
1987年（昭和62年）4月の国鉄分割民営化時には全車の車籍がJR貨物に継承されたが、1995年（平成7年）11月に全車が一斉に廃車となり同時に形式消滅となった。車齢14年と短命な形式であった。

## タキ20350形
タキ20350形は、ブチルアルデヒド専用の35t 積タンク車として1980年（昭和55年）4月8日から1982年（昭和57年）7月27日にかけて3ロット5両（タキ20350 - タキ20354）が、日本車輌製造1社にて製作された。
所有者は、日本石油輸送、及び日本陸運産業の2社であり、その常備駅は福島県の郡山駅、京葉臨海鉄道臨海本線の村田駅（現・千葉貨物駅）である。
化成品分類番号は「燃31」（燃焼性の物質、引火性液体、危険性度合2（中））が標記された。
1993年（平成5年）9月に3両（タキ20350 - タキ20352）の専用種別変更が行われ、アセトアルデヒドシアンヒドリン専用となった。これに伴う形式変更は発生しなかったが化成品分類番号が「毒62」（毒性の物質、毒性物質、危険性度合1（大））に改められた。
タンク体は、ステンレス鋼(SUS304L)製であり、荷役方式は液入管からの上入れ・窒素加圧を使用した液出管による上出し式である。窒素管、液出管はS字管を装備している。
車体色はタキ20350 - タキ20352が銀色（ステンレス鋼地色）、タキ20353以降が黒色であり、寸法関係は13,600mm、全幅は2,718mm、全高は3,801mm、台車中心間距離は9,400mm、実容積は43.5m3、自重は16.0t、換算両数は積車5.0、空車1.6である。台車はコロ軸受・コイルばね式のTR225である。
1987年（昭和62年）4月の国鉄分割民営化時には全車の車籍がJR貨物に継承されたが、1989年（平成元年）6月に2両（タキ20353・タキ20354）が廃車になり、1995年（平成7年）度末時点では3両（タキ20350 - タキ20352）が現存していたが、2007年（平成19年）10月に3両が一斉に廃車となり同時に形式消滅となった。

### 年度別製造数
各年度による製造会社（改造会社）と両数、所有者は次のとおりである。（所有者は落成時の社名）
- 昭和55年度 - 3両
  - 日本車輌製造 3両 日本石油輸送（タキ20350 - タキ20352）
- 昭和56年度 - 1両
  - 日本車輌製造 1両 日本陸運産業（タキ20353）
- 昭和57年度 - 1両
  - 日本車輌製造 1両 日本陸運産業（タキ20354）